# Pokol slonov v Zakoumu
Pokol slonov Zakouma, leta 2006, se nanaša na serije divjih pokolov afriških slonov, v bližini narodnega parka Zakouma, v severno-vzhodnem Čadu. Pokoli so bili dokumentirani v zračnih raziskavah, opravljenih od maja do avgusta 2006, umrlo je najmanj 100 živali.
Ta regija ima 40 letno zgodovino ilegalnega pobijanja te vrste; populacija v Čadu je sprva štela več kot 300 000 živali (okoli leta 1970) in se je zmanjšala na približno 10 000 živali (leta 2006). Afriški slon ima načeloma zaščito vlade v Čadu, toda ukrepi vlade (podprti s pomočjo EU), so bili nezadostni za ustavitev pokola divjih lovcev. Vrsta afriškega slona se pojavlja v številnih državah vzhodne Afrike.
Najnovejše zračne raziskave so bile opravljene od 3. do 11.ga avgusta 2006, nadzorovane s strani J. Michela Faya, konservatorja za Wildlife Conservation Society in raziskovalca za National Geographic. Našli so 5 ločenih mest pokolov.
Zakouma velja za "eno zadnjih trdnjav divjih živali v vsej centralni Afriki", naročena s strani vlade v Čadu in projekta CRUSSE. Fay je izvedel ankete v letih 2005 in 2006 in ugotovil, da je populacija upadla iz 3885 na 3020 živali, kar je nenavadno glede na velik porast v zadnjih šestih mesecih. Napaka v štetju je mogoča.